# Llibertat (publicació digital)
Llibertat, també conegut com a Llibertat.cat i antigament com a Llibertat.com, és un portal d'Internet en català nascut l'any 1997, amb vinculació a l'Esquerra Independentista i, per tant, independentista i socialista.
Al portal es poden trobar notícies d'actualitat vinculades a l'esfera política i social dels Països Catalans, així com una agenda d'activitats organitzades per aquest moviment. Antigament, quan el projecte existia sota el domini .com, oferia un servei d'hostatjament de pàgines web a diferents col·lectius i organitzacions properes, fruit de la seva voluntat de divulgació a la xarxa i de facilitar-hi l'accés a aquells que no tenen recursos. A més a més, oferia un bon nombre de fòrums de discussió, on els visitants podien expressar les seves opinions, així com una llista de correu de contrainformació per tal que, voluntàriament, hom rebés notícies, convocatòries i iniciatives de l'Esquerra Independentista, al marge del col·lectiu que les organitzés o iniciés.

## Història
Llibertat va néixer l'any 1997 com una pàgina més de difusió del discurs de l'Esquerra Independentista. A poc a poc es va anar convertint en un punt d'aglutinació de les diferents sensibilitats del moviment polític esdevenint, en el temps, un dels seus referents mediàtics. L'any 2001 patí el tancament. El 4 de novembre de 2006 es va posar en marxa el portal Llibertat.cat, amb la voluntat de continuar amb els objectius de Llibertat.com. Així, Llibertat.cat pretenia complementar altres mitjans com L'Accent o La Directa, que aleshores només es publicaven en paper.
El febrer de 2009 els administradors del Llibertat.cat, juntament amb els de Festes.org, van haver de declarar davant dels Mossos d'Esquadra per difondre un suposat correu de l'exalcaldessa de Valls Maria Dolors Batalla.
L'any 2011, coincidint amb el cinquè aniversari del seu naixement, Llibertat.cat renovà la interfície del web i convocaren per primer cop els Premis Llibertat.cat com a reconeixement a persones o col·lectius que s'han destacat per la seva activitat a favor de la lluita independentista en diversos àmbits. L'acte de celebració del cinquè aniversari va tenir lloc al Casal Independentista de Sants, on s'organitzà una xerrada sobre mitjans de comunicació i construcció nacional.
Durant el 2011, rebé unes 1.800 visites úniques diàries. L'any 2012 inicià un projecte de micromecenatge per a recollir diners per a editar un documental sobre l'operació Garzón, una campanya de detencions contra l'independentisme català l'any 1992, que assolí la destacable xifra de 10.725 euros i 277 mecenes en 40 dies.